# Antofagastaïta
L' antofagastaïta és un mineral de la classe dels sulfats. Rep el nom de la província d'Antofagasta, Xile, on es troba la localitat tipus.

## Característiques
L'antofagastaïta és un sulfat de fórmula química Na₂Ca(SO₄)₂·(H₂O)₁.₅. Va ser aprovada com a espècie vàlida per l'Associació Mineralògica Internacional l'any 2018, sent publicada per primera vegada el 2019. Cristal·litza en el sistema monoclínic. La seva duresa a l'escala de Mohs és 3. Es troba estretament relacionada amb la singenita. Podria representar una contrapart menys hidratada de la wattevillita. Químicament també està relacionada amb l'eugsterita, la hidroglauberita, l'omongwaïta i parcialment amb la cesanita.
L'exemplar que va servir per a determinar l'espècie, el que es coneix com a material tipus, es troba conservat a les col·leccions del Museu Mineralògic Fersmann, de l'Acadèmia de Ciències de Rússia, a Moscou (Rússia), amb el número de registre: 5222/1.

## Formació i jaciments
Va ser descoberta a la mina Coronel Manuel Rodríguez, a Mejillones, dins la província d'Antofagasta (Regió d'Antofagasta, Xile). També ha estat descrita a la fumarola Arsenàtnaia del volcà Tolbàtxik (krai de Kamtxatka, Rússia). Aquests dos indrets són els únics de tot el planeta on ha estat descrita aquesta espècie mineral.